# Tadiran Mastiff
Le Tadiran Mastiff est un aéronef sans pilote de reconnaissance aérienne et de guerre électronique conçu et réalisé en Israël durant la guerre froide.

## Historique
Le Tadiran Mastiff fut des premiers drones construits en Israël, il permit à l'industrie aéronautique de ce pays de se spécialiser dans la réalisation de ce type d'aéronef.

### Développement
Durant la guerre des Six Jours l'aviation israélienne comprit rapidement qu'elle ne maîtriserait le ciel que lorsqu'elle maîtriserait le renseignement aérien. C'est pourquoi son état-major se mit en recherche d'une plateforme de reconnaissance non pilotée destinée à le renseigner sur les mouvements des armées ennemies. Cependant du fait d'un relatif isolement diplomatique l'aviation israélienne ne pouvait compter que sur l'industrie locale. Plusieurs sociétés répondirent à l'appel d'offres dont Tadiran Electronics Industries.
Le programme proposé par celui-ci était relativement simple et rustique. Il fut baptisé Tadiran Mastiff. Il s'agissait d'un drone de reconnaissance basique conçu pour être guidé depuis le sol à partir d'un poste de contrôle mobile ou fixe. Sa propulsion était assuré par un petit moteur à deux cylindres à plat Kolbo Mk-1A de 14 ch.
Dans un premier temps l'engin emportait une caméra argentique de petite taille ainsi qu'un appareil photo, tous deux de petite taille. Il était désigné Tadiran Mastiff Mk.1.
Son premier vol intervint au début du mois de février 1973. Rapidement l'aviation israélienne passa commande pour trente exemplaires de série. En 1975 apparut le Tadiran Mastiff Mk.2 doté non pas d'équipement de reconnaissance mais de brouillage des communications ennemies.

### Engagement
Les premiers Tadiran Mastiff Mk.1 furent engagés durant la guerre du Kippour, réalisant notamment des missions de reconnaissance diurnes au-dessus du plateau du Golan. Durant le conflit au moins un Mastiff fut perdu, du fait de la DCA égyptienne. En effet sa vitesse de croisière et son plafond opérationnel étaient assez faible ce qui en faisait une cible facile à abattre pour les défenses antiaériennes.
Par la suite des Tadiran Mastiff Mk.1 et Mk.2 furent engagés au Liban en 1982 puis lors de la première intifada pour des missions de surveillance urbaine.
N'ayant pas été exporté le Tadiran Mastiff ne servit que dans les seuls rangs israéliens. Il fut remplacé progressivement par le drone plus moderne IAI Scout et il fut retiré du service en 1991. Au total plus de 150 exemplaires furent construits et environ la moitié perdus en opération.

## Aspect technique

### Versions
- Tadiran Mastiff : Désignation générale de la famille d'aéronefs.
  - Mastiff Mk.1 : Désignation de la version de reconnaissance, construite à 30 exemplaires de série.
  - Mastiff Mk.2 : Désignation de la version de guerre électronique, construite à 16 exemplaires de série.

### Description
Le Tadiran Mastiff se présente sous la forme d'un drone monoplan à aile haute monomoteur. Il est équipé d'un train d'atterrissage tricycle fixe. Son fuselage est du type bipoutre. Il est propulsé par un moteur à deux cylindres à plat Kolbo Mk-1A de 14 chevaux actionnant une hélice propulsive bipale en bois. Le décollage et atterrissage de drone se font de manière classique sur une piste.

### Sources bibliographiques
- (en) Bill Gunston, Illustrated Guide to the Israeli Air Force, Salamander, 1982 (ISBN 0-86101-140-6)
- Michel Marmin, Encyclopédie "Toute l'aviation", Editions Atlas, 1993.
- (en) David Willis, Aerospace Encyclopedia of World Air Forces, Norwalk, USA, Airtime Publishing, 2009 (ISBN 978-1-880588-30-7 et 1-880588-30-7).